# Suzuki TR 750
Die Suzuki TR 750 war ein Rennmotorrad des japanischen Herstellers Suzuki, das für die Formel 750 entwickelt wurde. Barry Sheene gewann damit die Saison 1973 und wurde 1975 Vizemeister.

## Geschichte und Technik
Das konzernintern mit XR 11 bezeichnete Rennmotorrad wurde aus dem Serienmodell Suzuki GT 750 entwickelt. Der leistungsgesteigerte wassergekühlte Dreizylinder-Reihenmotor (Bohrung/Hub: 70 × 64 mm) mit kontaktloser Thyristor-Magnetzündung wurde über drei 32-mm-Mikuni-Vergaser mit Kraftstoff versorgt. Die Schmierung erfolgte wie beim Serienmodell über eine Frischölschmierung, das Suzuki CCI-System (Crankshaft Cylinder Injection). Über eine Trockenkupplung und ein Fünfganggetriebe wurde die Leistung an das Hinterrad übertragen. Das nutzbare Drehzahlband reichte von 6000 bis 7500/min, das maximale Drehmoment (93 Nm) wurde bei 7000/min erreicht. Der aus der Serie stammende Doppelschleifen-Rohrrahmen wurde erleichtert, um Gewicht zu reduzieren. Dunlop-Rennreifen, in der Dimension 3.25–18 vorne und 3.50–18 hinten, ersetzten die Serienbereifung.
Das Fahrwerk wurde der „brachialen“ Leistung nicht gerecht. Bereits beim Debüt erhielt die Suzuki TR 750 den Spitznamen „Flexi-Flyer“ (Wackelpeter). „Die katastrophalen Fahreigenschaften der schnellsten Rennmaschine ihrer Zeit resultierten aus einer ungünstigen Gewichtsverteilung in Verbindung mit einem hohen Schwerpunkt.“

„Die TR 750 hatte einen so schlechten Ruf wie nur wenige Rennmaschinen.[…] Nur die Brillanz eines Barry Sheene bescherte der XR 11 Siege – trotzdem bleibt die Flexi-Flyer als die erste große Zweitakt-Rennmaschine der Neuzeit in Erinnerung.“

Das Rennmotorrad von John Newbold, der damit Fünfter der Saison 1975 wurde, kam bei Bonhams für über 76.000 Euro zur Versteigerung.